# ITU G.992.3/4
Lo standard ITU G.992.3/4 ― commercialmente noto come ADSL2 ― è una specifica dell'ITU che riguarda l'estensione della velocità di trasmissione dei dati del protocollo ADSL.
Il protocollo ADSL2 utilizza la stessa larghezza di banda di ADSL, ma rispetto a questo presenta una maggiore capacità di trasmissione per via di un sistema più avanzato di modulazione.
Secondo le specifiche la velocità di trasmissione può, nelle condizioni migliori, raggiungere una velocità di scaricamento di 12 Mbit/s e di 3,5 Mbit/s in caricamento, a seconda della qualità della linea.
Tra i fattori che influenzano quest'ultima figura in primis la distanza tra il multiplexer digitale e il dispositivo del cliente.
Codificata a partire dal 2002, nella sua versione definitiva la specifica è in vigore dall'aprile 2009 con diversi addendum fino al novembre 2011.